# Kompleks małego członka
Kompleks małego członka – nieuzasadnione przekonanie, że wielkość członka jest poniżej normy. Najczęściej dotyczy mężczyzn niepewnych swojej wartości i porównujących się z rówieśnikami. Dotyczy głównie młodych mężczyzn, prowadząc do lęków i fobii seksualnych. Jeśli zdarzą się jakieś trudności seksualne, w szczególności braku satysfakcji partnerki, mężczyzna jest skłonny przypisywać winę gabarytom własnego prącia. Do powstania i utrzymywania się kompleksu przyczynia się brak lub niewłaściwa edukacja seksualna.
Długość członka bywa przez mężczyzn postrzegana jako kluczowa dla stymulacji pochwy. Tymczasem w tego rodzaju praktykach bardziej istotna jest grubość członka niż jego długość.

## Normy rozmiarów członka
Podczas gdy rezultaty wielu badań nad rozmiarem ludzkiego członka różnią się nieco wynikami, długość penisa ludzkiego w stanie erekcji waha się średnio między 12,9 cm a 15,0 cm, przy czym w 95% wszystkich badanych przypadków długość wzwiedzionego członka nie schodzi poniżej 10,7 cm oraz nie przekracza 19,1 cm.
Jak wykazują międzynarodowe badania, przeciętna długość ludzkiego penisa w stanie spoczynku (przy braku jakichkolwiek czynników zewnętrznych i emocjonalnych takich jak zimno czy stres) wynosi około 10 cm, natomiast w stanie pełnej erekcji średnia długość penisa u dorosłego mężczyzny wynosi 14,2 cm, ze średnią obwodu około 12 cm.
Według profesora Zbigniewa Lwa-Starowicza, większość mężczyzn w krajach Unii Europejskiej ma członek o wymiarach 14-16 cm długości i 12–13 cm obwodu. Te wymiary w pełni satysfakcjonują większość kobiet. Wszystkie wymiary dotyczą stanu pełnej erekcji.